# Strada statale 760 Tangenziale Est di Saluzzo
La strada statale 760 Tangenziale di Saluzzo (SS 760) è una strada statale italiana il cui percorso si sviluppa in Piemonte. Si tratta di un'arteria utile ad evitare l'attraversamento del centro abitato di Saluzzo.

## Percorso
L'arteria ha origine a nord di Saluzzo ad una rotatoria che la congiunge alla strada statale 589 dei Laghi di Avigliana. La strada descrive un arco in senso orario da nord-ovest fino a sud-est, si presenta priva di incroci a raso ma con una rotatoria con la ex strada statale 663 di Saluzzo prima di terminare sempre con rotatoria innestandosi sulla strada statale 662 di Savigliano.

## Storia
La strada rappresenta il primo tronco del sistema tangenziale dell'abitato di Saluzzo, la cui inaugurazione è avvenuta nel 2006. Ne fa parte anche il tratto che congiunge la statale con la strada provinciale 161 Saluzzo-Cuneo e quello mancante che a sud permetta il ricongiungimento con la ex strada statale 589 dei Laghi di Avigliana mediante lo scavalcamento della ferrovia Savigliano-Saluzzo-Cuneo.
La strada ottenne inizialmente la classificazione provvisoria di nuova strada ANAS 704 dei Laghi di Avigliana (NSA 704), salvo ottenere quella definitiva nel corso del 2022 con i seguenti capisaldi di itinerario: "Innesto con la S.S. n. 589 (Km 59+670) - Innesto con la S.S. n. 662 (Km 27+120)".